# Cristal covalente
Los cristales covalentes son una clase particular de materiales de interés en la física del estado sólido. Su principal característica es el enlace covalente clásico formado por un par de electrones el cual es  también es llamado enlace homopolar en química. Este es un enlace de tipo fuerte que tiene propiedades direccionales importantes.
Los cristales covalentes pueden ser descritos como una estructura que tiene una distribución espacial electrónica similar a la de los metales, pero sin tener bandas parcialmente llenas en el espacio recíproco (K). Los electrones en los cristales covalentes no necesariamente están fuertemente localizados en las vecindades de los iones que los conforman. Estos cristales generalmente no tienen una distribución de carga homogénea en los espacios intersticiales como los metales, cuyas funciones de onda son descritas como ondas planas entre los iones. Es más común que presenten distribuciones de electrones localizadas en ciertas regiones preferenciales lo que permite formar lo que comúnmente se denomina como enlaces. La densidad de carga intersticial es la característica principal de este tipo de cristales y es lo que los diferencia de algunos otros tipos de cristales.  
El énfasis en el tipo de enlace es motivado por la idea de que al tener una descripción del enlace uno puede tener mayor información de la distribución de carga electrónica dentro de los sólidos lo cual nos conduciría a un mejor entendimiento de las propiedades físicas y químicas de los objetos en estudio.